# خط ۹ متروی سئول
خط ۹ متروی سئول (انگلیسی: Seoul Subway Line 9) یکی از خطوط متروی سئول است.
این خط که در سال ۲۰۰۹ تأسیس شده دارای ۳۸ ایستگاه و ۴۰٫۶ کیلومتر طول است. 

## نگارخانه

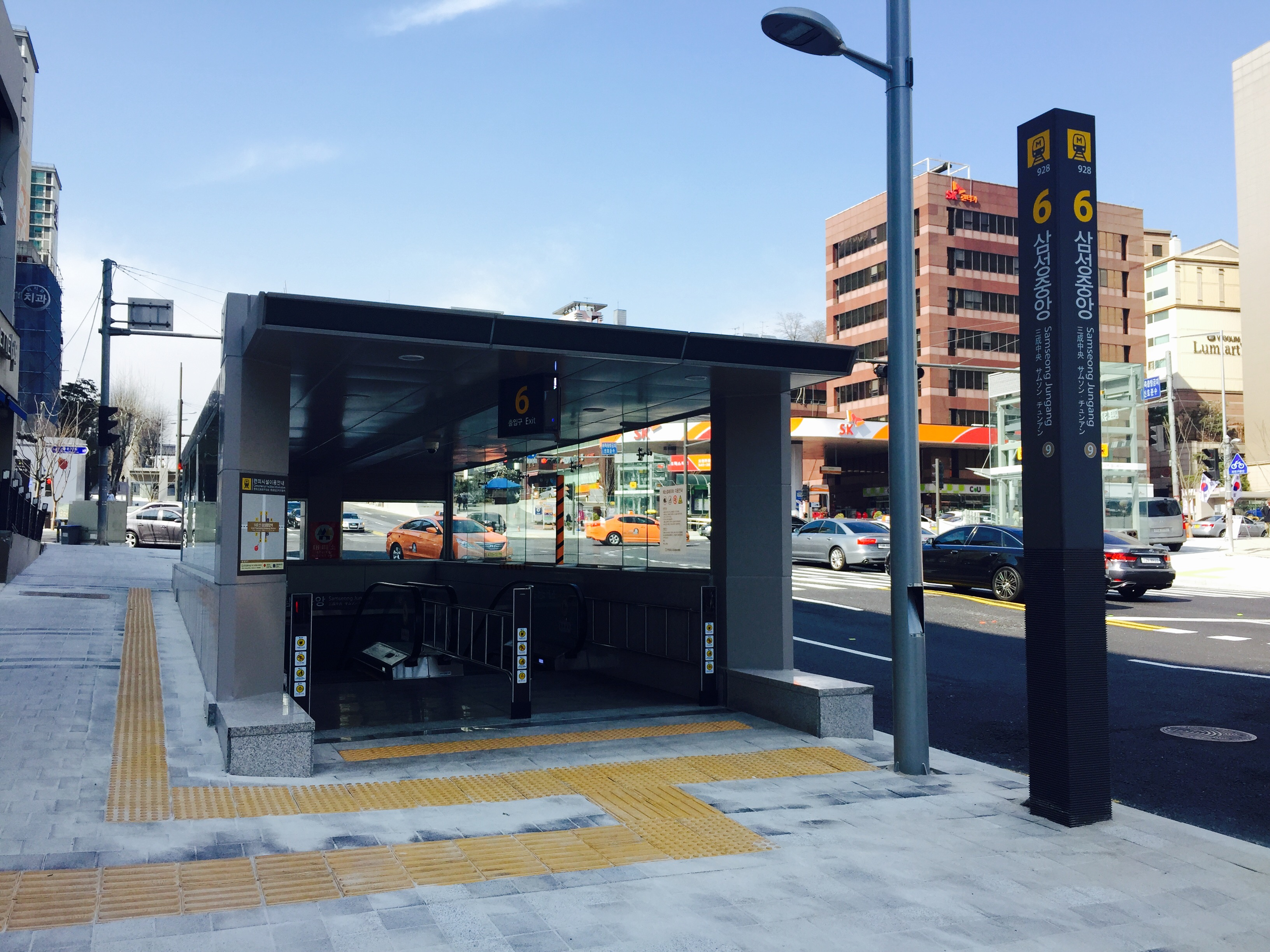
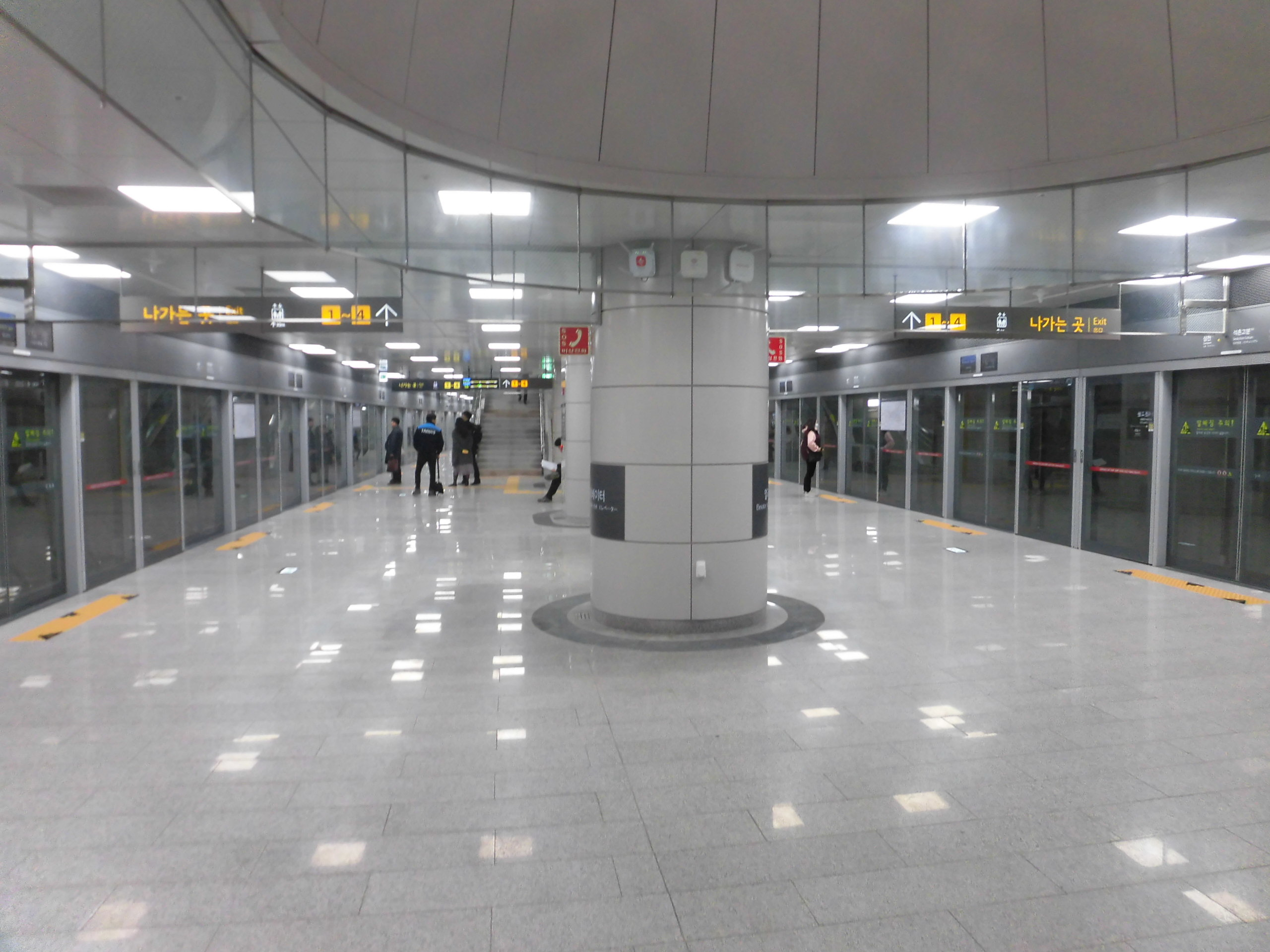
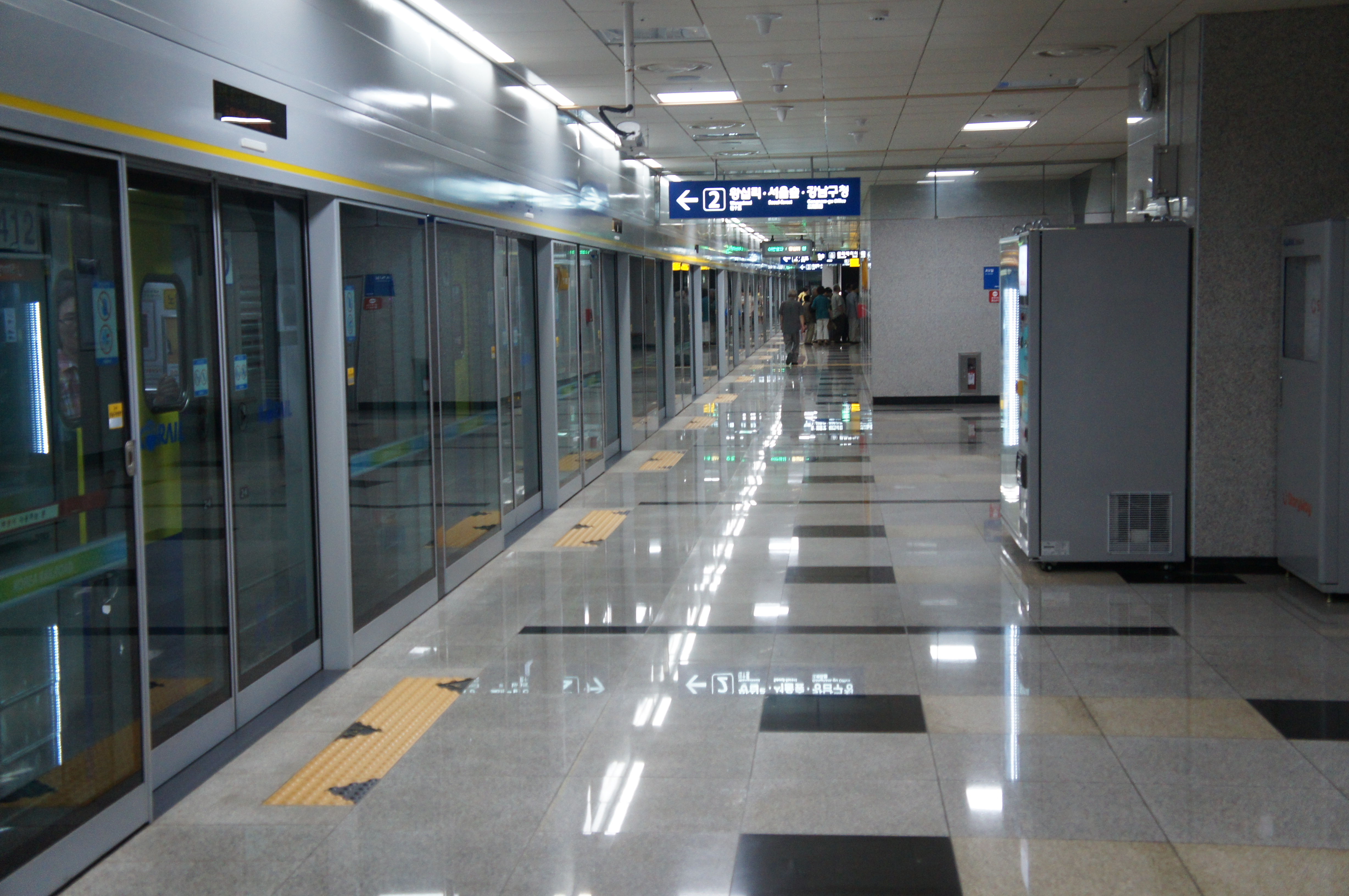
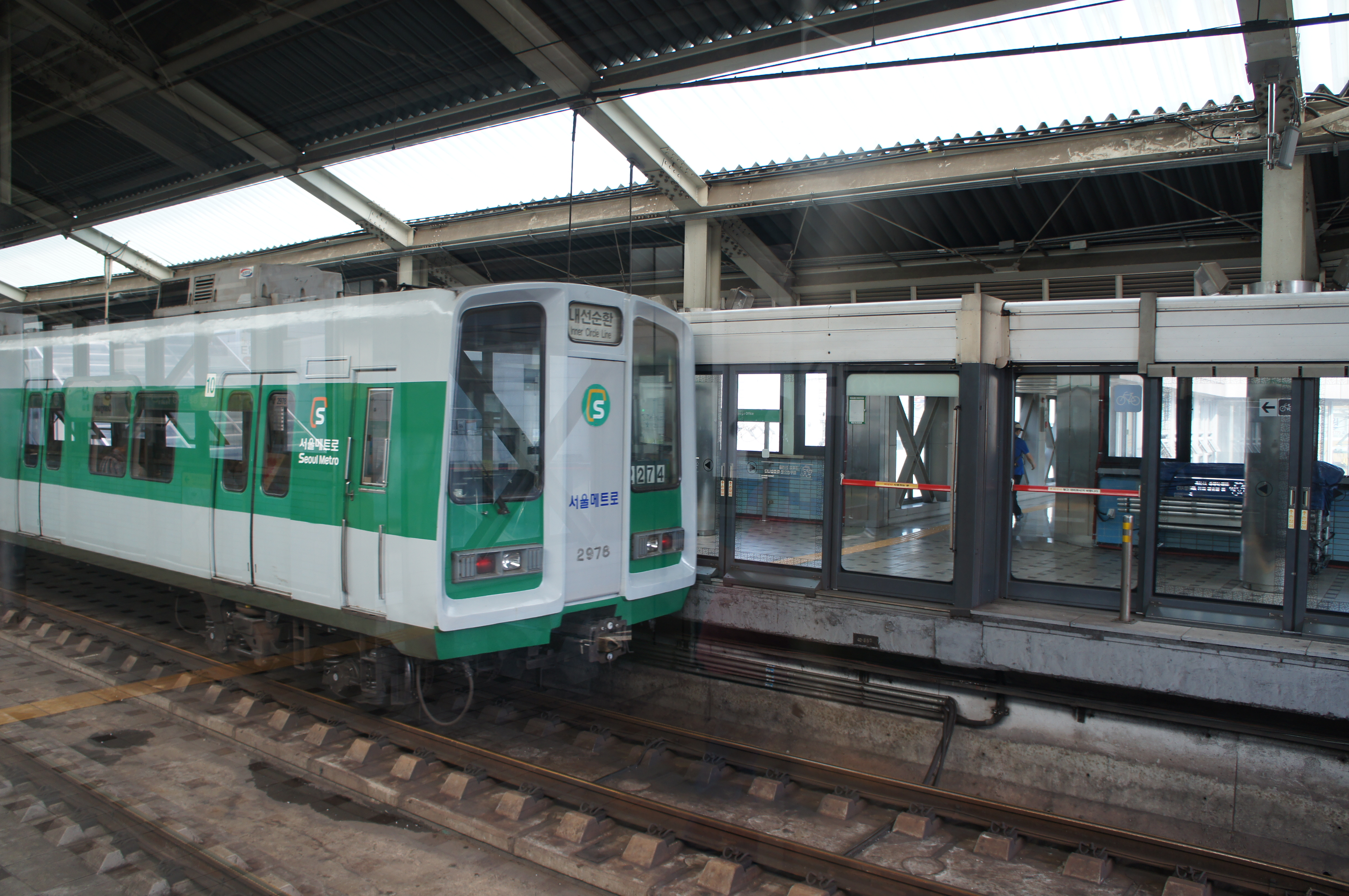